# Meckelia cerebratulus
Meckelia cerebratulus är en djurart som tillhör fylumet slemmaskar, och. Meckelia cerebratulus ingår i släktet Meckelia, fylumet slemmaskar och riket djur. Inga underarter finns listade i Catalogue of Life.